# Storia di Apple
Di seguito viene presentata la storia di Apple divisa in due parti: la storia dell'azienda, dei prodotti e degli sviluppatori e la cronologia delle serie di prodotti ordinata per famiglie e per data.

## Storia dell'azienda e dei prodotti

### Gli inizi
Steve Wozniak è il progettista del primo modello di computer venduto da Apple. Si poteva definire un hacker e nel 1975 iniziò a tenere conferenze al Homebrew Computer Club.
Wozniak inizia a studiare e a progettare i suoi computer sulla carta perché entrambi i processori commerciali disponibili a metà degli anni settanta, l'Intel 8080, che costa 179 dollari, e il Motorola 6800 che costa 170 dollari, sono fuori dal suo budget.
Nel 1976 la MOS Technologies mette in commercio il suo chip 6502 al modico prezzo di 25 dollari, e Wozniak comincia subito a scrivere una versione del linguaggio di programmazione BASIC per il nuovo processore. Una volta completata, inizia a progettare un computer sul quale farla girare. Il chip 6502 è stato progettato dallo stesso team che ha progettato il 6800, cosa più che comprensibile, dal momento che molti impiegati nella Silicon Valley lasciano le loro società per formarne di nuove. Al vecchio progetto del computer di Wozniak basato sul 6800 servono solo piccole modifiche perché esso venga utilizzato con il nuovo processore.
Una volta completato un prototipo nel garage, Wozniak prende subito a parlarne durante le sue conferenze all'Homebrew Computer Club, dove mostra per la prima volta il suo sistema. È lì che incontra Steve Jobs, enormemente interessato alla futura applicazione commerciale di queste piccole macchine "da hobby". Jobs riesce a convincere Wozniak a produrre la macchina da lui progettata e a venderla assieme a lui. Jobs prende contatti con il proprietario di un negozio di computer della zona, The Byte Shop, e gli presenta la macchina. Il proprietario si mostra interessato e si impegna a comprare 50 esemplari del computer pagandoli 500 dollari l'uno, ma non intende venderli in scatola di montaggio, li vuole tutti montati. Quindi, per non perdere il contratto, Jobs e Wozniak assemblano tutti i computer, ma senza disporre né di una fabbrica né dei soldi necessari per impiantarla.
Questo computer si chiama Apple I ed è dotato di due caratteristiche interessanti: la prima è quella di poter essere collegato a un televisore. Visto che molti di questi computer non prevedono nemmeno nessun dispositivo video, si tratta di un'innovazione notevole; l'uscita video è tuttavia piuttosto lenta, soli 600 caratteri per secondo. In secondo luogo, l'Apple I è dotata di ROM da cui carica il codice all'accensione: questo rende molto semplice l'avvio del computer. Spinto dall'insistenza di Paul Terrell, Wozniak progetta anche un modulo per interfacciare il computer a un lettore a cassette per caricare e salvare i programmi. Il lettore è molto veloce: legge e scrive 1200 byte per secondo.
Il pregio dell'Apple I è la semplicità: è un computer discretamente potente, ma Wozniak è riuscito a progettarlo utilizzando pochi componenti (rispetto ai computer concorrenti), quindi è relativamente economico. La capacità di Wozniak di semplificare un circuito elettronico per ridurne i costi è ritenuta leggendaria, e buona parte di questa fama è dovuta proprio ai progetti dell'Apple I e dell'Apple II.
Il 1º aprile 1976 fondano la Apple, prendendo come socio di minoranza il più anziano Ronald Wayne che ha già esperienza in campo imprenditoriale, e iniziano ad assemblare i computer. I ragazzi fanno di tutto per poter acquistare i componenti necessari (compreso vendere la calcolatrice scientifica HP di Wozniak e il furgone Volkswagen di Jobs) e prendono possesso del garage della famiglia di Jobs, dove possono lavorare indisturbati. Nel mese di giugno riescono a consegnare i computer e a ricevere il pagamento.
I computer vengono forniti senza telaio. Chi acquista il computer provvede in proprio a realizzare l'alloggiamento. Alla fine vengono costruiti 200 esemplari di Apple I.
Wozniak intanto sta già pensando al prossimo computer. Molte delle scelte progettuali del primo sono dovute alle limitazioni economiche che Wozniak dovette affrontare durante lo sviluppo del prototipo, ma ora, dopo avere venduto i primi computer, Wozniak ha più risorse a disposizione e inizia a progettare l'Apple II, che sarà un radicale miglioramento del predecessore.
La progettazione di questo computer si sta rivelando molto più costosa del previsto e iniziano a mancare i soldi. Jobs chiede a Wayne di impegnarsi economicamente, ma Wayne, scottato da un fallimento avvenuto qualche anno prima, si rifiuta e lascia la Apple. Jobs contatta così Mike Markkula il quale, fiducioso nel progetto, investe 250.000 dollari nella neonata azienda.
Una delle differenze fondamentali è il circuito TV completamente ridisegnato: ora visualizza i dati contenuti nella memoria del computer e non stringhe di testo inviategli dal processore. L'Apple II può visualizzare anche grafica, non solo semplice testo, ed è in grado di utilizzare anche dei colori. Jobs insiste per la realizzazione del case e di una tastiera migliori dell'Apple I. L'idea di Jobs è che il computer una volta tirato fuori dalla scatola debba essere pronto e subito funzionante, senza software da programmare o parti da montare. Questo computer è effettivamente un grande miglioramento rispetto al computer venduto a The Byte Shop, ma non è ancora completo e bisogna anche scrivere il BASIC per consentire agli utenti di programmarlo.
L'Apple II viene presentato al pubblico il 16 aprile 1977 durante il primo West Coast Computer Faire. Con la sua presentazione inizia generalmente l'era del personal computer. Milioni di computer verranno venduti negli anni ottanta. La Apple si quota in borsa, genera più ricchezza di quanta ne abbia generata l'IPO della Ford nel 1956 e crea il maggior numero di milionari per compagnia della storia.
Vengono prodotti molti modelli della famiglia Apple II, con l'Apple IIe e l'Apple IIGS, entrambi ancora utilizzati da molte scuole non aggiornate verso la fine degli anni novanta.

### Il Macintosh

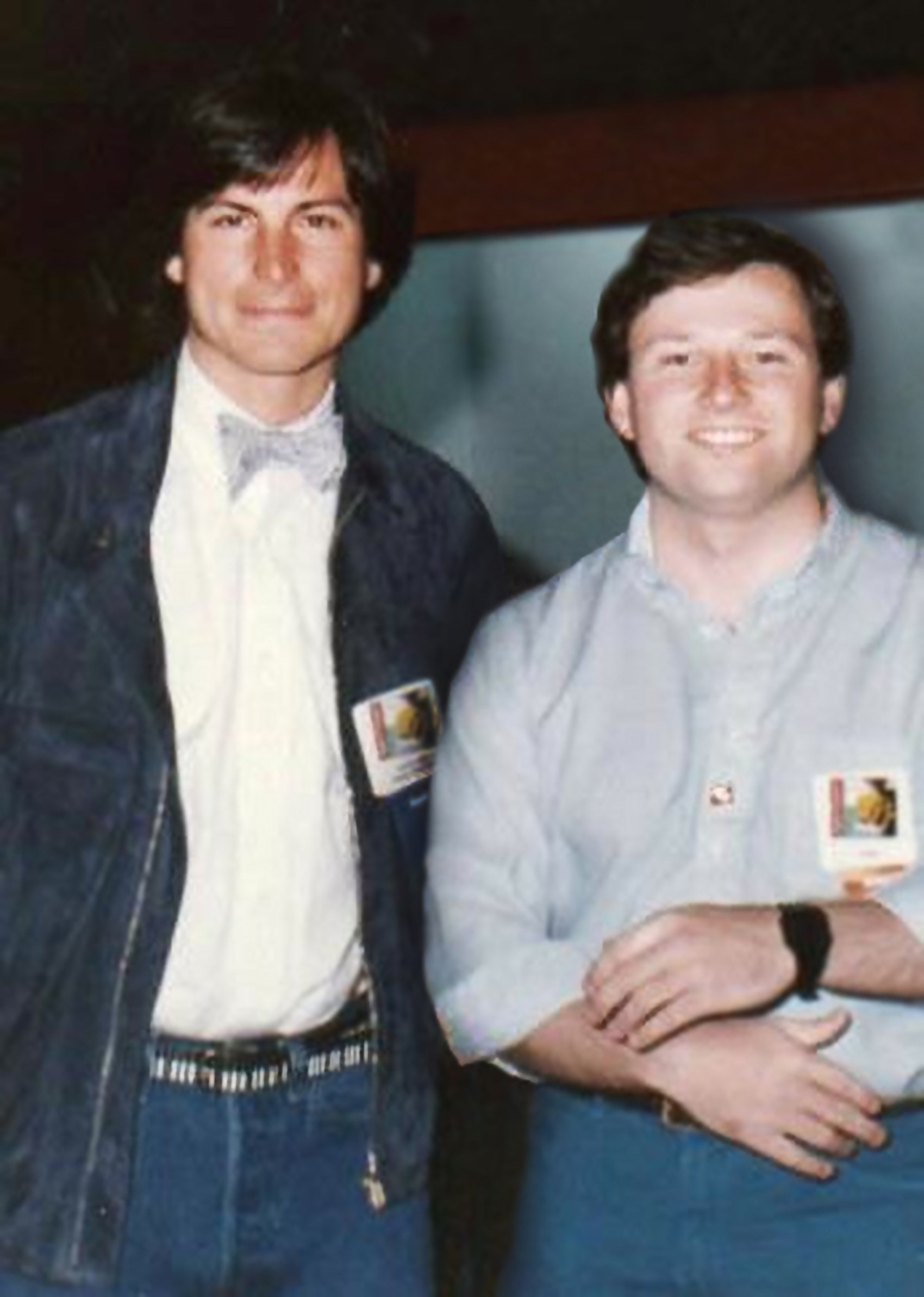
Steve Jobs e Wendell Brown nel 1984

Negli anni ottanta Apple emerge nel mercato dei personal computer. Sull'onda del successo anche un peso massimo come la IBM entra nel mercato, presentando il suo nuovo PC che utilizza MS-DOS, sistema operativo testuale della Microsoft di Bill Gates. Questo computer, pur essendo inferiore come prestazioni agli avversari, è spinto dalla potenza commerciale dell'IBM e conquista presto ampie fette di mercato. Il PC IBM è acquistato principalmente dalle aziende, dato l'alto costo e le prestazioni non eccelse.
Anche se molte piccole aziende utilizzano l'Apple II, l'azienda (che Steve Wozniak ha lasciato nel 1981, dopo un incidente con un aereo privato) decide che era meglio uscire con una nuova macchina e mette sotto pressione i progettisti per realizzare in tempi rapidi un nuovo computer dedicato al mercato aziendale. I progettisti sfornano l'Apple III, ma non ne sono pienamente soddisfatti: durante la progettazione devono scendere a compromessi per questioni di tempo e scelte aziendali. Una delle scelte sbagliate è la mancanza di una ventola per il raffreddamento del computer. Steve Jobs si oppone alla ventola ritenendola non elegante. Questo computer a causa di questa scelta si rivela un disastro: si surriscalda facilmente e molti modelli vanno richiamati. L'Apple III è costoso. Nel 1983 ne viene introdotta una versione aggiornata, ma vende comunque male.
Nel frattempo vari gruppi di tecnici all'Apple stavano lavorando al completamento di un nuovo computer, basato sulle più avanzate tecnologie allora disponibili, che comprendono un'interfaccia grafica, un mouse, la programmazione orientata agli oggetti e il supporto per le reti informatiche. Questi sviluppatori comprendeono Jef Raskin e Bill Atkinson e sono spronati da Steve Jobs, che desidera concentrare tutta l'azienda sullo sviluppo del nuovo computer.
Sul finire degli anni settanta, Steve Jobs visita lo Xerox PARC, vede il sistema Alto e capisce che l'informatica sta per subire una nuova rivoluzione. Vedendo questo computer dotato di interfaccia grafica ha compreso che i prossimi saranno più semplici da usare e saranno molto più interessanti per il grande pubblico. Sprona l'Apple verso i nuovi computer. Nascono dunque due progetti: il Lisa e il Macintosh. Steve Jobs riesce ad aver accesso ai laboratori Xerox per tre giorni, grazie a un accordo di prevendita di un milione di azioni Apple prima dell'IPO (circa 18 milioni di dollari), ma mentre si presenta nei laboratori, trova l'opposizione di alcuni progettisti della Xerox, che vedono Jobs come un pirata che assalta un vascello pieno di dobloni anche se, in seguito, alcuni di essi andranno a lavorare all'Apple. Il Lisa, presentato nel 1983, costa 10.000 dollari. Si tratta di un prodotto troppo innovativo per i suoi tempi e troppo costoso per gli utenti a cui è indirizzato. L'Apple non riesce a conquistare il mercato e il Lisa viene abbandonato nel 1986.
A metà dello sviluppo del Lisa, Steve Jobs è estromesso dal progetto e riesce, non senza ripercussioni che portano all'abbandono del progettista capo Jef Raskin, ad assumere il comando su quello parallelo del nuovo Macintosh, inizialmente come versione economica del Lisa. Il Macintosh viene presentato all'inizio del 1984 con una pubblicità televisiva in onda durante il Super Bowl. Lo spot si basa sul romanzo 1984 di George Orwell e sottintende un'analogia tra il Grande Fratello e l'IBM, dove nella parte del liberatore si trova, ovviamente, il Macintosh. La pubblicità infatti termina con la seguente frase: «On January 24, Apple Computer will introduce Macintosh. And you'll see why 1984 won't be like "1984"» (Il 24 gennaio Apple Computer presenterà il Macintosh. E vedrete perché il 1984 non sarà come '1984'). La liberazione sottintesa è legata all'Interfaccia grafica (GUI), che effettivamente consentirà anche agli utenti meno esperti di utilizzare il computer. Dentro l'Apple nasce spontaneamente la figura del Mac evangelista, una persona che, convinta della superiorità del Macintosh rispetto agli altri computer, cerca di convincere conoscenti e amici. I primi Mac evangelisti sono infatti alcuni impiegati della società.
Il Macintosh rappresenta dunque la chiave del successo dell'Apple, sebbene non sia stato il successo commerciale che avrebbe potuto essere. Durante una visita di Bill Gates a Cupertino, Steve Jobs gli mostra un'anteprima della GUI del Mac. Nel 1985, dopo avere ottenuto una prima licenza da Apple, la Microsoft presenta Windows, il nuovo ambiente grafico per il PC IBM. Anche se il Macintosh è notevolmente più avanzato rispetto a Windows, quest'ultimo ha un vantaggio: la diffusione. Molte aziende copiano questo computer dall'IBM e ne realizzano modelli compatibili più economici dell'originale. Quindi, gli IBM-compatibili, anche se sono tecnologicamente inferiori al Macintosh, costano meno e sono più diffusi, accaparrandosi ampie fette di mercato.
Microsoft e Windows sono uno dei maggiori successi commerciali della storia del XX secolo; dall'apparizione di Windows, l'Apple ha sempre perso quote di mercato e non è più riuscita a diventare la numero uno nel settore dei personal computer. Nel 2003 Apple detiene circa il 5% del mercato dei personal computer.

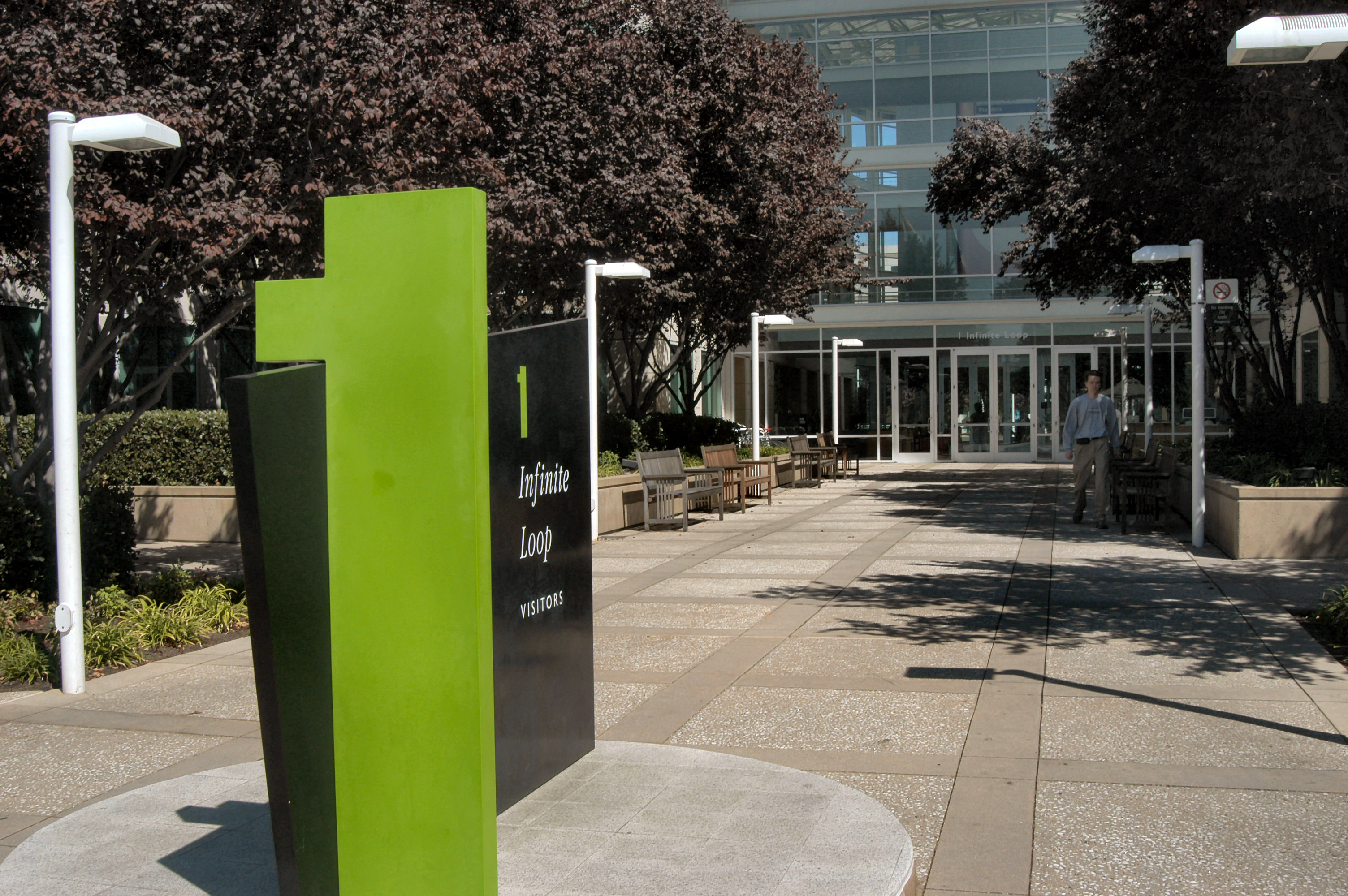
Ingresso della sede centrale a Cupertino, in California

Dopo il fallimento del primo Macintosh Portable, nel 1989, l'Apple presenta nel 1991 una nuova serie di computer portatili: i PowerBook. È formata da due prodotti diversi: il PowerBook 100 realizzato in collaborazione con la Sony, molto simile a un subnotebook, basato sul vecchio processore Motorola 68000, e i più potenti e completi nella loro configurazione, PowerBook 140 e PowerBook 170. I PowerBook stabiliscono lo standard per tutti i prossimi portatili: introducono lo schermo posto verticalmente e collegato attraverso una cerniera alla tastiera posta orizzontalmente, la trackball e altre innovazioni. Supportano le reti AppleTalk ed è incluso QuickTime, che fornisce un supporto multimediale.
Nel 1993 l'Apple rivoluziona i Macintosh adottando come processore il nuovo PowerPC, creando per l'occasione un consorzio con la Motorola e l'IBM, che detengono la tecnologia utilizzata per creare questo nuovo processore. Il PowerPC è sensibilmente diverso dai precedenti processori della famiglia 68000, infatti l'Apple sviluppa uno strato di emulazione per le applicazioni software sviluppate prima del PowerPC.

### L'uscita e il ritorno di Steve Jobs
Dopo una lotta di potere interna alla società con il nuovo CEO John Sculley, nel 1985, Steve Jobs lascia l'Apple e fonda la NeXT Computer. Questa nuova azienda sembra molto promettente, sospinta dall'alta tecnologia adottata, ma in seguito, visto che i suoi computer non riusciranno a conquistare un mercato abbastanza ampio, si avvierà verso la chiusura.
Verso la metà degli anni novanta, dopo una serie di scelte discutibili, Apple si trova in crisi di vendite e di idee. Il 21 dicembre 1996 il consiglio di amministrazione di Apple acquista la NeXT per 400 milioni di dollari con l'intenzione di utilizzare NEXTSTEP (il sistema operativo sviluppato da NeXT) come base per le prossime versioni del sistema operativo Mac OS. Steve Jobs diventa consigliere personale del presidente Gil Amelio che l'11 luglio 1997 darà le dimissioni come il suo braccio destro Ellen Hancock. Senza ancora un presidente, il 6 agosto l'azienda annuncia un accordo con la Microsoft in base al quale quest'ultima acquisterà un pacchetto azionario Apple (senza diritto di voto) di 150 milioni di dollari, impegnandosi a realizzare versioni di Internet Explorer ed Office per Mac ed a terminare le cause in corso con licenze incrociate sui brevetti.
Steve Jobs, dal 16 settembre chief executive officer ad interim con un compenso simbolico di un dollaro annuo, riesce rapidamente a rifondare l'Apple promuovendo soprattutto lo sviluppo dei nuovi iMac, che debutteranno ufficialmente sul mercato nell'estate del 1998. Tuttavia ancora per tutto il 2001 continuò a guadagnare annualmente un dollaro di salario e nessuna stock option.
L'idea di Steve Jobs è di lavorare al connubio macchina-software, puntando a realizzare sia i dispositivi che i software che li fanno funzionare. La strategia si rivela vincente: la Apple riesce a sostituirsi ai produttori nella distribuzione dei loro contenuti. I risultati sono l'iPod, lettore di musica digitale, l'iPhone, sintesi di un telefono cellulare, un iPod e un computer palmare, e l'iPad, un tablet di nuova generazione.

### I tempi del sistema operativo Mac OS X
Nel 2000 l'Apple presenta il nuovo Mac OS X, basato su NeXTStep. Questo sistema coniuga la sicurezza e stabilità di un sistema Unix con la semplicità ed eleganza tipica dei prodotti Apple. È rivolto sia ai professionisti che agli utenti comuni, a differenza del precedente macOS Server 1.0, che ha ancora un'interfaccia grafica piuttosto simile a quella di Mac OS 9, introduce una nuova interfaccia grafica conosciuta come Aqua. Con l'introduzione di Mac OS X 10.0, Apple presenta anche l'Ambiente Classic, un programma che consente di emulare il precedente ambiente sul nuovo Mac OS X, per preservare la compatibilità con le vecchie applicazioni Mac OS 9.
Diventano disponibili anche le librerie Carbon e gli sviluppatori possono effettuare in modo rapido il porting del vecchio ed ampio parco software di Mac OS 9 sul nuovo sistema operativo.
Oltre che nel settore dei computer, l'Apple si muove anche in quello delle periferiche.
Uno degli sviluppi più interessanti lo si ha nel settore dei Personal Digital Assistant (PDA).
L'azienda commercializza nel 1993 mette in commercio il Newton da un'idea di John Sculley (è proprio lui a coniare l'acronimo PDA, un prodotto interessante ma troppo in anticipo per i suoi tempi e quindi con scarso successo commerciale).
Nel 1990 era iniziata la corsa inarrestabile di Windows e Apple si era vista ridurre le quote di mercato, che erano passate dal 20% dell'inizio degli anni 90 al 5% della fine del decennio.
L'Apple affronta anche una crisi finanziaria che avrà il suo epilogo il 6 agosto 1996, quando Jobs annuncerà che la Microsoft comprerà il 7% circa delle azioni (senza diritto di voto) dell'Apple, per 150 milioni di dollari.
L'acquisto delle azioni è stato subordinato a un accordo che prevede l'installazione di Internet Explorer su tutti i computer dell'Apple.
La Microsoft sostiene la società annunciando anche che avrebbe continuato lo sviluppo della suite Office per Macintosh.
La crisi finanziaria viene superata e le azioni in mano della Microsoft vengono ricomprate, anche se la quota di mercato continua ad assottigliarsi e nel 2004 raggiunge il 3%.
Molti dei prodotti recenti includono la tecnologia AirPort. Questa tecnologia serve per costruire reti senza fili.
Vengono anche presentati i processori PowerPC G4 e l'iBook.
Nel 2002 viene presentato il nuovo iMac G4, dotato di una base semisferica collegata a uno schermo TFT attraverso un braccio metallico orientabile.
Nell'estate del 2004 è l iMac G5, basato sul PowerPC G5, che racchiude l'intera logica del computer nello schermo TFT.
Il nuovo iMac è uno dei computer più sottili mai venduti.

### Apple Store
Nel 2001, dopo molte speculazioni, l'Apple annuncia l'apertura di una linea di propri negozi: gli Apple Store.
Questi negozi vengono creati con due obiettivi fondamentali: evitare un'ulteriore riduzione della quota di mercato e fare una seria concorrenza ai prodotti di terze parti, che riducono i guadagni derivanti dagli accessori.
Gli Apple Store sono aperti sul territorio statunitense, ma tra il 2003 e il 2004 "sbarcheranno" prima in Giappone (Ginza) e poi nel Regno Unito (Londra, Regent Street).
In Italia
- 31 marzo 2007: Lunghezza, Centro commerciale Romaest
- 5 settembre 2009: Carugate, Centro commerciale Carosello
- 18 settembre 2010: Grugliasco, Centro commerciale Le Gru
- 25 settembre 2010: Orio al Serio, Centro commerciale Oriocenter
- 2 luglio 2011: Rozzano, Centro commerciale Fiordaliso
- 13 agosto 2011: Campi Bisenzio, Centro commerciale I Gigli
- 3 settembre 2011: Marcianise, Centro commerciale Campania
- 17 settembre 2011: Bologna, Via Rizzoli
- 24 settembre 2011: Misterbianco, Centro commerciale Centro Sicilia
- 21 aprile 2012: Bufalotta, Centro commerciale Porta di Roma
- 22 settembre 2012: Lonato, Centro Commerciale Il Leone
- 13 ottobre 2012: Torino, Via Roma
- 3 agosto 2013: Rimini, Centro commerciale Le Befane
- 31 agosto 2013: EUR, Centro commerciale Euroma2
- 11 ottobre 2014: Marghera, Centro commerciale Nave de Vero
- 26 luglio 2018: Milano, Piazza Liberty
- 27 maggio 2021: Roma, Via del Corso

### Processori Intel
Il 6 giugno 2005 il CEO dell'Apple Steve Jobs annuncia che l'azienda nel medio termine (2 anni) intende abbandonare del tutto i processori PowerPC e utilizzare esclusivamente i processori x86 della Intel. La compatibilità del software sarà ottenuta tramite la ricompilazione dei programmi e tramite l'utilizzo di un emulatore software chiamato Rosetta. Durante l'annuncio viene anche mostrata una versione funzionante del Mac OS X Tiger per processori Intel. Il CEO afferma anche che la Apple ricompilerà in maniera segreta tutte e cinque le versioni del Mac OS X (Progetto Marklar) e che quindi dal punto di vista del sistema operativo il passaggio ai processori Intel sarà un processo indolore. Viene confermato che la scheda logica e il BIOS del computer Apple risulterà differente rispetto a quello utilizzato comunemente sugli attuali IBM compatibili.

### La scomparsa di Steve Jobs
Il 24 agosto 2011 Steve Jobs, già gravemente malato, lascia il ruolo di CEO della Apple (cedendolo ufficialmente al direttore operativo Tim Cook) e il 5 ottobre muore a causa di un tumore al pancreas.
L'annuncio avviene nella notte, sulla home page del sito, dove campeggia una foto in scala di grigi di Steve Jobs con l'anno della nascita e quello della morte: 1955-2011.
«Quelli di noi che hanno avuto la fortuna di conoscerlo abbastanza e di lavorare con lui - si legge ancora sul sito - hanno perso un caro amico e un mentore ispiratore. Steve lascia una società che solo lui avrebbe potuto costruire e il suo spirito sarà sempre il fondamento di Apple». Lo scorso 25 agosto aveva annunciato le dimissioni irrevocabili da a.d., l'azienda che ha fondato, lasciato (perché costretto) e rilanciato consegnandola come una delle stelle più brillanti della tecnologia. La malattia l'aveva tormentato e consumato per anni.
Immediate le reazioni da parte della stampa Usa. Il sito del New York Times titola a tutto schermo: «Steve Jobs, il visionario della Apple, muore a 56 anni» e sotto una foto con un iPhone. Il Washington Post: «Muore Steve Jobs, il pioniere della tecnologia».
La CNN, sopra una foto della sua ultima creatura, l'iPad, il titolo «Muore il fondatore della Apple». Mobilitate anche le televisioni che hanno puntato le telecamere su Cupertino. Mentre sono già arrivate le reazioni da parte delle più alte cariche e del mondo della tecnologia. «Steve era tra i più grandi innovatori americani – ha detto il presidente degli Stati Uniti Barack Obama - e noi siamo rattristati dalla notizia della sua morte. «Ha fatto felici tantissime persone», ha ricordato Steve Wozniak, l'amico e l'uomo con cui ha fondato Apple nel 1976.
I fan: all'Apple Store sulla Quinta Strada a New York i fan si sono radunati lasciando fiore e candele accese. «I love Steve» è una delle scritte sulle impalcature che avvolgono l'Apple Store in via di ristrutturazione. Alla memoria di Steve Jobs, il nuovo iPhone 4S viene definito dai fan «iPhone per Steve».
La rivale: parole di cordoglio anche da parte di Samsung, protagonista negli ultimi anni di una accesa battaglia legale sui brevetti. In un comunicato diffuso dalla società coreana viene affermato che: «Il presidente Steve Jobs ha introdotto numerosi rivoluzionari cambiamenti all'industria dell'information technology ed è stato un grande imprenditore. Il suo spirito innovativo - è scritto nel comunicato diffuso anche in Cina e firmato da Choi Gee-sung, direttore generale e vice presidente della Samsung Electronics - e i traguardi importanti saranno per sempre ricordati dal popolo di tutto il mondo».
«Sono profondamente rattristato – ha dichiarato il fondatore di Microsoft Bill Gates -. Steve e io – ha aggiunto – ci siamo incontrati 30 anni fa e siamo stati colleghi, concorrenti e amici per oltre metà delle nostre vite».
<<L'anima di Steve Jobs non morirà continuerà a illuminare il settore informatico.>>

## Storia dei prodotti (per famiglia e per data)

### L'era iPod

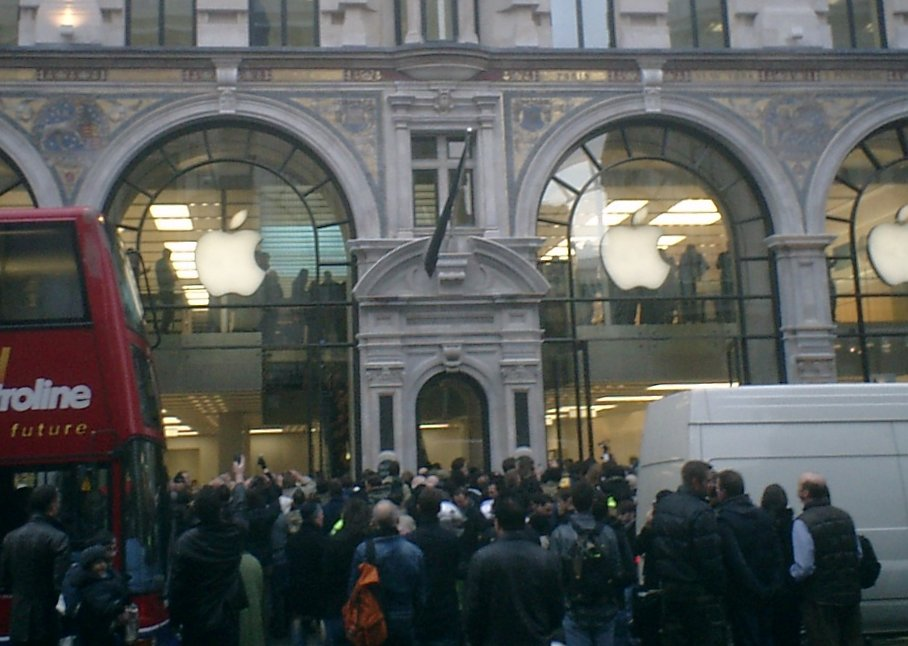
Immagine dell'Apple Store inglese. Aperto a Londra in Regent Street il 20 novembre 2004, è il primo store di Apple in Europa e il terzo fuori dagli Stati Uniti.

#### iPod classic
Nell'ottobre del 2001 Apple presenta l'iPod, un lettore di musica digitale portatile. Essendo basato su un mini hard disk, l'iPod ha una elevata capacità di memorizzazione. Il primo modello è in grado di contenere fino a 5 GB di canzoni. Apple realizza varie revisioni dell'iPod, che lo rendono più leggero. Diventa compatibile anche con Windows e, tra i formati supportati, viene inserito anche l'AAC. La capacità viene innalzata fino a 80 GB e vengono creati migliaia di accessori destinati a svariati usi, tra cui il collegamento allo stereo di casa o all'autoradio delle automobili. La gamma di iPod comprende hard disk di 160 GB di capacità.

#### iPod mini
Nel gennaio 2004 Apple presenta una versione ridotta dell'iPod chiamata iPod mini. È un successo travolgente, la domanda supera di molto le più rosee previsioni e Apple si trova addirittura in difficoltà perché non riesce a produrne abbastanza da soddisfare il mercato.

#### iPod Photo
Il 15 ottobre 2004 viene anche presentato l'iPod Photo con tagli da 40 e 60 GB, che grazie ad un display a colori e ad un accessorio riesce a immagazzinare e visualizzare le foto scattate con una macchina digitale.

#### iPod shuffle
Nel gennaio del 2005 Apple presenta una nuova versione ridotta dell'iPod ancor più piccola dell'iPod mini, chiamata iPod shuffle. Si tratta di un lettore di musica digitale con 512 MB o 1 GB di memoria interna, senza disco rigido, che, ad un prezzo più ridotto, cerca di conquistare l'ultima fascia di mercato di lettori di musica digitale ancora non dominata dall'iPod. All'iPod Shuffle viene contestata la mancanza di un display.

#### iPod nano
Il 7 settembre 2005 viene presentato l'iPod nano, nuovo modello con dimensioni ancora più piccole, e un nuovo design ancora più elegante. Il Nano sostituisce l'iPod mini che esce di produzione. È disponibile in due tagli, da 2 e 4 GB di memoria flash.
Qualche giorno dopo il MacWorld Expo di San Francisco del 10 gennaio 2006, viene presentato un nuovo "taglio" di iPod nano da 1 GB, e in contemporanea vengono tagliati di più del 30% i prezzi dei modelli di iPod shuffle.

#### iPod video
Il 12 ottobre 2005 viene presentato l'iPod video, nuovo modello più sottile ma con un display più grande e capacità di riprodurre fino a 150 ore di video in formato H.264 (risoluzione 320 × 240 e 30 fps), oltre a 150.000 canzoni e 25.000 foto. iPod Video sostituisce l'iPod tradizionale che esce di produzione.

#### iPod touch
Il 1º settembre 2010 debuttano i nuovi iPod. Questi iPod sono molto più sottili degli iPhone, tuttavia la differenza sta nel fatto che non possono essere utilizzate le funzioni di chiamata e di messaggistica. La loro prima uscita è stata negli Stati Uniti nel 2007, poco dopo l'uscita dell'iPhone 2G.

### iTunes Store
Apple rivoluziona l'industria musicale con un accordo con le cinque maggiori case discografiche. Questo accordo consente ad Apple di vendere musica attraverso un negozio su Internet. Il negozio si chiama iTunes Music Store e consente di acquistare una canzone per 99 centesimi di dollaro e un intero album per 9,99 dollari. La musica acquistata viene scaricata dal sito e può essere riprodotta da un iPod, dal computer o masterizzata su CD.
L'iTunes Store viene lanciato nel 2003: 2 milioni di canzoni vengono acquistate in soli 16 giorni. È un risultato spettacolare, considerando che solo gli utenti Macintosh americani potevano acquistare le canzoni. Successivamente Apple lancia iTunes per Windows, in modo da consentire anche agli utenti PC-Windows la possibilità di accedere al negozio on-line. Apple progetta di aprire il negozio agli utenti di tutto il mondo e nel 2004 rende il negozio accessibile anche agli utenti canadesi, inglesi, francesi, italiani, austriaci, belgi, finlandesi, greci, lussemburghesi, olandesi, portoghesi, tedeschi e spagnoli.
Nel giugno 2004 Apple presenta iTunes Store nel Regno Unito, in Francia, e in Germania. Una versione europea viene lanciata nell'ottobre dello stesso anno.
L'11 luglio 2004 Apple annuncia di aver venduto la 100 milionesima canzone con iTunes Store. L'acquirente della canzone vinse un PowerBook, un iPod da 40 GB e la possibilità di scaricare 10.000 dollari in canzoni dal sito.
Il 15 ottobre 2004 Apple annuncia la vendita della canzone numero 150.000.000. Nonostante l'avvio di molti negozi di musica on-line da parte dei concorrenti, Apple mantiene una quota di mercato superiore al 70%.
In ottobre aggiunge il supporto alle altre nazioni europee e il 2 novembre attiva lo store canadese.
Il 16 dicembre 2004 Apple annuncia di avere venduto la 200 milionesima canzone con iTunes Store.
Il 2 marzo 2005 viene venduta la canzone numero 300.000.000. Su iTunes Store vengono acquistate una media di 1,5 milioni di canzoni al giorno. Nel giugno 2005 la gamma iPod viene unificata e rimane l'iPod Photo con tagli da 20 e 60 GB, così la gamma è composta dall'iPod Shuffle (512 MB e 1 GB), iPod Mini (schermo in scala di grigio e tagli di 4 e 6 GB), ed infine l'iPod (schermo a colori e tagli 20 e 60 GB) con la variante nera e rossa dedicata al gruppo U2.
Il 23 febbraio 2006 Alex Ostrovsky, cittadino statunitense del Michigan, acquista da iTunes Store il brano Speed of Sound dei Coldplay portando il contatore a quota 1.000.000.000. Il fortunato vincitore viene premiato con un iMac da 20", 10 iPod da 60GB (quinta generazione) e la possibilità di scaricare 10.000 dollari in file multimediali dallo store.

### Mac mini
Nel 2005 viene presentato il Mac mini, originale computer minimalista ed essenziale, con un prezzo di attacco di 499 dollari. Il Mac mini viene venduto senza tastiera, schermo o mouse. Notevole la silenziosità della macchina, infatti a volte è possibile sentire solo l'hard disk in lettura. Al Mini viene inizialmente contestato il chip grafico ovvero l'ATI Radeon 9200 corredato di solo 32 MB di RAM, ritenuto obsoleto e poco potente, specialmente con l'uscita del nuovo OS X Tiger che utilizza CoreImage.
Il 2 agosto 2005 viene commercializzato un mouse Apple col doppio tasto, per la prima volta. Il Mighty Mouse non solo mette fine allo standard del tasto singolo (peculiarità esclusiva di Apple), ma implementa un'ampia serie di innovazioni tecnologiche come il tasto di scorrimento a 360º e la superficie sensibile al tocco al posto dei tasti.
Il 10 gennaio 2006, al MacWorld Expo di San Francisco, Steve Jobs presenta una nuova serie di portatili MacBook, MacBook Pro e un nuovo modello di iMac. Ambedue con processori Dual Core Intel (Intel Core Duo, chip Yonah), questo è il primo preannunciato passo di Apple verso il progressivo passaggio ai processori Intel. Ora su un computer Apple, possono girare piattaforme Mac OS X, Windows e anche Linux, il che rende ancora più versatile il Mac.
Il 24 febbraio 2011 con l'aggiornamento del MacBook Pro viene aggiunta per la prima volta la porta Thunderbolt, basata sul progetto Light Peak di Intel che ha una velocità di trasferimento dati pari a 10 Gbit/s, ben dodici volte superiore alla porta USB 2.0 e che supporta gli schermi con connettore Mini DisplayPort.
Dal 3 maggio 2011 con l'aggiornamento dell'iMac, il modello da 21,5" è provvisto di una porta Thunderbolt mentre il modello da 27" è provvisto di due porte thunderbolt. Dal 20 luglio 2011 il nuovo MacBook Air ed il nuovo Mac mini, sono entrambi dotati di porta Thunderbolt.

### Apple, Inc.

#### 2007: iPhone e Apple TV

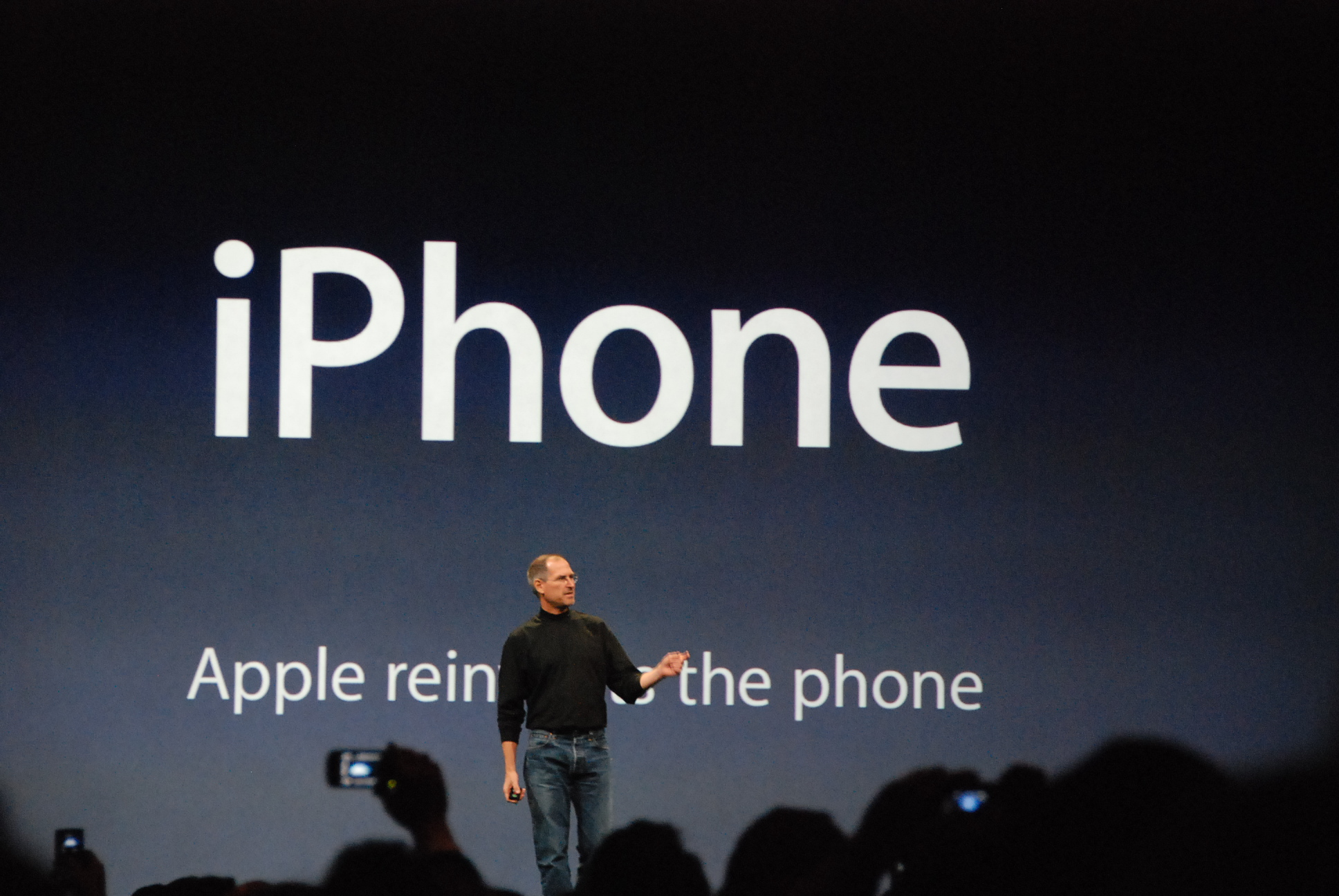
Presentazione del primo iPhone

Il 9 gennaio 2007 al Macworld Conference & Expo di San Francisco Steve Jobs presenta la Apple TV, una periferica per la fruizione di contenuti multimediali su televisori domestici, e l'iPhone, un dispositivo che rappresenta la sintesi tra un cellulare, un iPod e un computer palmare, inoltre annuncia significativamente il cambio del nome dell'azienda, da Apple Computer, Inc. a Apple, Inc..

#### 2008: MacBook Air
Il 15 gennaio 2008, al Macworld Conference & Expo di San Francisco, viene presentato un nuovo portatile ultrasottile, denominato MacBook Air. Tra i primi notebook al mondo ad avere la possibilità di essere acquistato con drive allo stato solido (SSD) e ad avere un'autonomia di oltre 6 ore.

#### 2009: Magic Mouse
Il 20 ottobre 2009 viene presentato il nuovo Magic Mouse, mouse che permette di muovere il puntatore sui Mac senza mouse con una connessione bluetooth.

#### 2010: iPad e Magic Trackpad
Il 27 gennaio 2010 viene presentato un tablet, chiamato iPad che utilizza l'Apple A4, mentre il 27 luglio 2010 viene introdotto il Magic Trackpad.

#### 2011: Mac App Store ed iCloud
Il 6 gennaio 2011 viene distribuito il Mac App Store, già presentato al keynote Back to the Mac del 20 ottobre 2010, e distribuito come parte dell'aggiornamento a OS X Snow Leopard. Al momento del lancio erano già disponibili oltre 1.000 applicazioni.
Il 6 giugno 2011 al WWDC 2011 viene presentato ufficialmente iCloud, il servizio di cloud computing che sostituirà progressivamente MobileMe.

#### Aggiornamenti
L'11 agosto 2011 Apple conquista il primato in Borsa per capitalizzazione, battendo l'azienda petrolifera Exxon.
Prima della scomparsa di Steve Jobs alcuni software, sistemi operativi e alcuni dispositivi presentati anche durante le conferenze Apple, nelle Worldwide Developers Conference (WWDC), hanno avuto i seguenti aggiornamenti:
- il 1º settembre 2010 debuttano i nuovi iPod nano, touch e shuffle poi viene presentato il nuovo iTunes 10 con il nuovo social network Ping e viene aggiornata la Apple TV.
- Il 20 ottobre 2010 durante il keynote Back to the Mac vengono presentati la suite iLife '11, un'anteprima di OS X Lion e le applicazioni FaceTime e Mac App Store, ispirate dalle controparti iOS. Sono stati inoltre presentati i nuovi modelli di MacBook Air: tra le principali novità un design ancora più sottile, ottenuto grazie all'utilizzo di memorie flash per lo storage, e l'introduzione di un modello più economico da 11" ad affiancare l'esistente 13".[14]
- iPad
  - il 2 marzo 2011 viene annunciato l'iPad 2, evoluzione del noto tablet. Tra le novità il processore SoC dual core Apple A5 con grafica nove volte più veloce, l'introduzione di 2 fotocamere e riduzione di spessore e peso con un design completamente rinnovato.
- Sistema operativo
  - al 20 luglio 2011 il sistema operativo viene aggiornato a OS X Lion, ottava versione del sistema operativo Mac OS X, dopo Snow Leopard (2009), e Mac OS X Leopard (2007).
  - iOS, sistema operativo per iPhone, iPod touch e iPad, viene presentato e aggiornato alla versione 5.0 il 6 giugno 2011 al WWDC 2011, e disponibile solo dal 12 ottobre 2011.
- MacBook bianco
  - aggiornato il 14 ottobre 2008, il MacBook bianco in policarbonato esce definitivamente di scena il 20 luglio 2011, rimanendo però disponibile per le utenze Education.
- iPhone:
  - il 4 ottobre 2011 viene presentato l'iPhone 4S, quinta generazione del telefono Apple, sia color bianco e nero, in sostituzione dell'iPhone 4, a sua volta debuttato in altri 18 paesi tra cui l'Italia, il 30 luglio 2010, e disponibile anche in versione "bianco" solo dal 28 aprile 2011.
- iPod:
  - al 4 ottobre 2011 viene reso commerciale l'iPod touch 4G in "bianco", ed insieme al "nero" con iOS 5.0 integrato.
- MacBook Pro da 13", 15" e 17"
  - i nuovi MacBook Pro da 13", 15" e 17" sono stati aggiornati nella maggior parte dei componenti già dal 24 febbraio 2011, con l'introduzione della porta Thunderbolt. Vengono migliorati ulteriormente da ottobre 2011.

### Dal 2012 ad oggi

#### Apple TV (terza generazione) e il nuovo iPad
Il 7 marzo 2012 viene annunciato l'iPad di terza generazione, denominato il nuovo iPad. Tra le novità il display Retina, con una risoluzione di 2048x1536 pixel, il nuovo processore Apple A5X, quad-core per quanto riguarda la grafica, il supporto alle reti 4G LTE, una nuova fotocamera da 5 mega pixel e registrazione video in HD a 1080 pixel. Lo stesso giorno è presentata la terza generazione dell'Apple TV, la quale supporta ora una risoluzione di 1080 pixel e il nuovo sistema operativo iOS 5, con una nuova interfaccia utente.

#### MacBook Pro Next Generation, OS X 10.8 Mountain Lion e iOS 6.0
L'11 giugno 2012, durante l'annuale WWDC, viene aggiornata l'intera gamma dei portatili MacBook Air e MacBook Pro.
Inoltre viene presentato un ulteriore nuovo modello di Macbook Pro caratterizzato oltre che da un nuovo design, più sottile ed ergonomico, anche dal Display Retina.
Viene annunciata la nuova versione del sistema operativo OS X, in uscita sul Mac App Store dal 25 luglio 2012, che arriva alla 10.8 e prende il nome di Mountain Lion, le cui caratteristiche sottolineano una sempre maggiore convergenza con iOS, il sistema operativo di iPad, iPhone e iPod touch, che viene aggiornato a sua volta alla versione 6.0.

#### iPhone 5 e nuovi iPod
Il 12 settembre 2012 presso lo Yerba Buena Center di San Francisco viene presentato l'iPhone 5, insieme all'iPod touch di quinta generazione e il nuovo iPod nano. Ai giornalisti Apple spedirà gli inviti dell'evento il 5 settembre, una settimana prima; negli inviti è raffigurato in grande, il numero "12", ad indicare la data, ed un "5", formato dall'ombra del 12, indicando così proprio il nome della sesta generazione di tale smartphone, con la scritta sopra It's almost here, cioè "Sta arrivando".

#### iPad mini e iPad (quarta generazione)
Il 23 ottobre 2012 Tim Cook dal palco del California Theatre presenta la versione del MacBook Pro con display Retina da 13 pollici, con caratteristiche migliorate rispetto a quello da 15, ma presenta anche le nuove generazioni di Mac mini e iMac di settima generazione con uno schermo da 5 mm nel punto più sottile; inoltre viene presentato l'attesissimo iPad mini (versione rimpiccolita a 7,85 pollici dell'iPad 2), a sorpresa l'iPad di quarta generazione con il chip Apple A6X e, infine, le nuove versioni di iTunes 11 già presentate in precedenza, cioè il 12 settembre 2012 e iBooks 3.

#### iOS 6
Il 1º novembre 2012 viene distribuita la versione di iOS 6.0.1, per risolvere errori e bug dell'iOS 6, mentre il 28 gennaio 2013 Apple rende disponibile iOS 6.1 introducendo dei miglioramenti rispetto ad iOS 6 con supporto LTE per più gestori; gli utenti di iTunes Match possono adesso scaricare brani singoli da iCloud ed un nuovo pulsante per reimpostare l'ID pubblicitario.

#### iOS 7 e OS X Mavericks
Il 10 giugno 2013 viene distribuita la versione di iOS 7 beta 1 per sviluppatori. Il 10 settembre viene presentato ufficialmente al keynote di Apple iOS 7 e resa disponibile la versione iOS 7 beta Gold Master. Mercoledì 18 settembre viene distribuita in modo definitivo e ufficiale accessibile a tutti, il nuovo e innovato iOS 7 che sostituisce la vecchia versione di iOS 6.1.3 (6.1.4 su iPhone 5). Questo è un sistema completamente ridisegnato e migliorato e con l'aggiunta di nuove funzioni da parte di Apple per rendere l'uso del dispositivo più semplice e veloce. In Italia è disponibile dalle ore 19:00 ora locale italiana (del 10 settembre 2013) per tutti i dispositivi Apple prescelti di cui: iPhone 4 e versioni successive, iPad 2 e versioni successive, iPod di quinta generazione, e per finire già di serie sui nuovi dispositivi iPhone 5s e iPhone 5c.
OS X 10.9 Mavericks è il nuovo sistema operativo della Apple annunciato e reso disponibile agli sviluppatori il 10 giugno 2013; OS X 10.9 Mavericks è disponibile al pubblico a partire dal 22 ottobre 2013.

#### iPhone 5c e iPhone 5s
Il 10 settembre 2013 viene presentato al keynote di Apple il nuovo iPhone 5c, versione consumer e l'iPhone 5s, versione pro. Dal 25 ottobre è possibile acquistarli anche in Italia.

#### iPad Air e iPad mini con display Retina
Il 22 ottobre 2013 viene presentato e immesso sul mercato iPad Air che è la versione leggera di iPad e iPad mini con display Retina, versione con il display migliorato rispetto all'iPad mini.

#### Mac Pro (seconda generazione)
Nel WWDC 2013, Apple presenta la seconda generazione del Mac Pro, che differisce dalla prima generazione per le dimensioni più piccole. Il prodotto è stato commercializzato a dicembre del 2013: è un computer privo di mouse, tastiera e schermo, acquistabili separatamente.

#### iOS 8 e OS X 10.10 Yosemite
Il 2 giugno 2014 alla WWDC di San Francisco vengono presentati i due nuovi sistemi operativi: iOS 8 e OS X 10.10 Yosemite.
iOS 8 è il nuovo sistema operativo di Apple annunciato e distribuito agli sviluppatori il 2 giugno 2014; iOS 8 è stato reso disponibile al pubblico dal 17 settembre 2014 (con l'arrivo nei negozi del nuovo iPhone 6 e 6 Plus). Il sistema può essere installato su: iPhone 4S e versioni successive, iPad 2 e versioni successive, iPod di quinta generazione e per finire già di serie sui nuovi dispositivi iPhone 6 e iPhone 6 Plus.
OS X 10.10 Yosemite è il nuovo sistema operativo di Apple annunciato e distribuito agli sviluppatori il 2 giugno 2014; OS X 10.10 Yosemite è stato reso disponibile al pubblico dal 16 ottobre 2014.

#### iPhone 6 e 6 Plus
Il 9 settembre 2014 vengono presentati al keynote il nuovo iPhone 6 e la sua versione più grande iPhone 6 Plus. Dal 26 settembre è possibile acquistarli anche in Italia.

#### Apple Watch
Sempre il 9 settembre 2014, è stato presentato il nuovo smartwatch Apple Watch. Esso sarà disponibile in 3 modelli a loro volta personalizzabili: Watch con cinturini in acciaio e cassa lucida con cristallo zaffiro; Sport, adatto a chi fa movimento, con cinturini in gomma e cassa in alluminio anodizzato con cristallo zaffiro; Watch Edition, versione di lusso con cinturini in pelle e cassa in oro 18 carati con cristallo zaffiro.

#### iPad Air 2 e iPad mini 3
Il 16 ottobre 2014 viene presentato e immesso sul mercato iPad Air 2, versione più sottile e leggera di iPad Air, viene aggiunto anche il Touch ID, migliorata la superficie del vetro dello schermo, migliorata la fotocamera (da 5 a 8 mpx) e migliorate le performance. Viene presentato anche iPad mini 3, versione con Touch ID di iPad mini 2. Successivamente è divenuta disponibile la colorazione oro per entrambi i dispositivi.
MacBook 12"
Il 9 marzo 2015 viene presentata la nuova famiglia di portatili MacBook ultrapiatti (precedentemente rimossi dal mercato nel 2011) con processore Intel Core M dual core da 1,1 e 1,2 GHz (con turbo boost fino a 2,4 e 2,6 GHz) e display Retina.
iPhone 6S, iPad Pro 12,9" e Apple TV (quarta generazione)
Il 9 settembre 2015 vengono presenti i nuovi IPhone 6S e 6S Plus dotati di 3D Touch, nuova fotocamera da 12 megapixel con possibilità di registrare video in 4K, la fotocamera frontale arriva a 5 megapixel di risoluzione inoltre è il primo iPhone ad essere disponibile del colore oro rosa. Sempre durante il keynote viene presentato l'iPad Pro con schermo da 12,9 pollici, dotato di un processore A9X a 64 Bit con architettura desktop e la possibilità di utilizzare Apple Pencil, Apple Smart Keyboard e accessori dedicati.
Viene inoltre presentata la nuova Apple TV dotata del sistema operativo tvOS con uno Store dedicato e la possibilità di installare giochi e applicazioni.
iPhone SE e iPad Pro 9,7"
Il 21 marzo 2016 viene presentato l'iPhone SE (Special Edition), considerato successore diretto dell'iPhone 5s, combina al suo interno il processore e la fotocamera posteriore migliorati, e diverse altre nuove funzioni prese dal fratello maggiore iPhone 6s, con il display da 4 pollici e lo stile dell'iPhone 5s. Le uniche differenze estetiche che troviamo dal suo predecessore sono la disponibilità del colore oro rosa e i bordi opachi, oltre alla scritta "SE" posta nel retro del dispositivo. Sempre durante lo stesso evento viene presentato l'iPad Pro da 9,7 pollici che porta le stesse caratteristiche del modello da 12,9 ma nel formato "classico" insieme ad una nuova tecnologia dello schermo e una fotocamera da 12 megapixel capace di registrare video in 4K.